# Ager Vaticanus

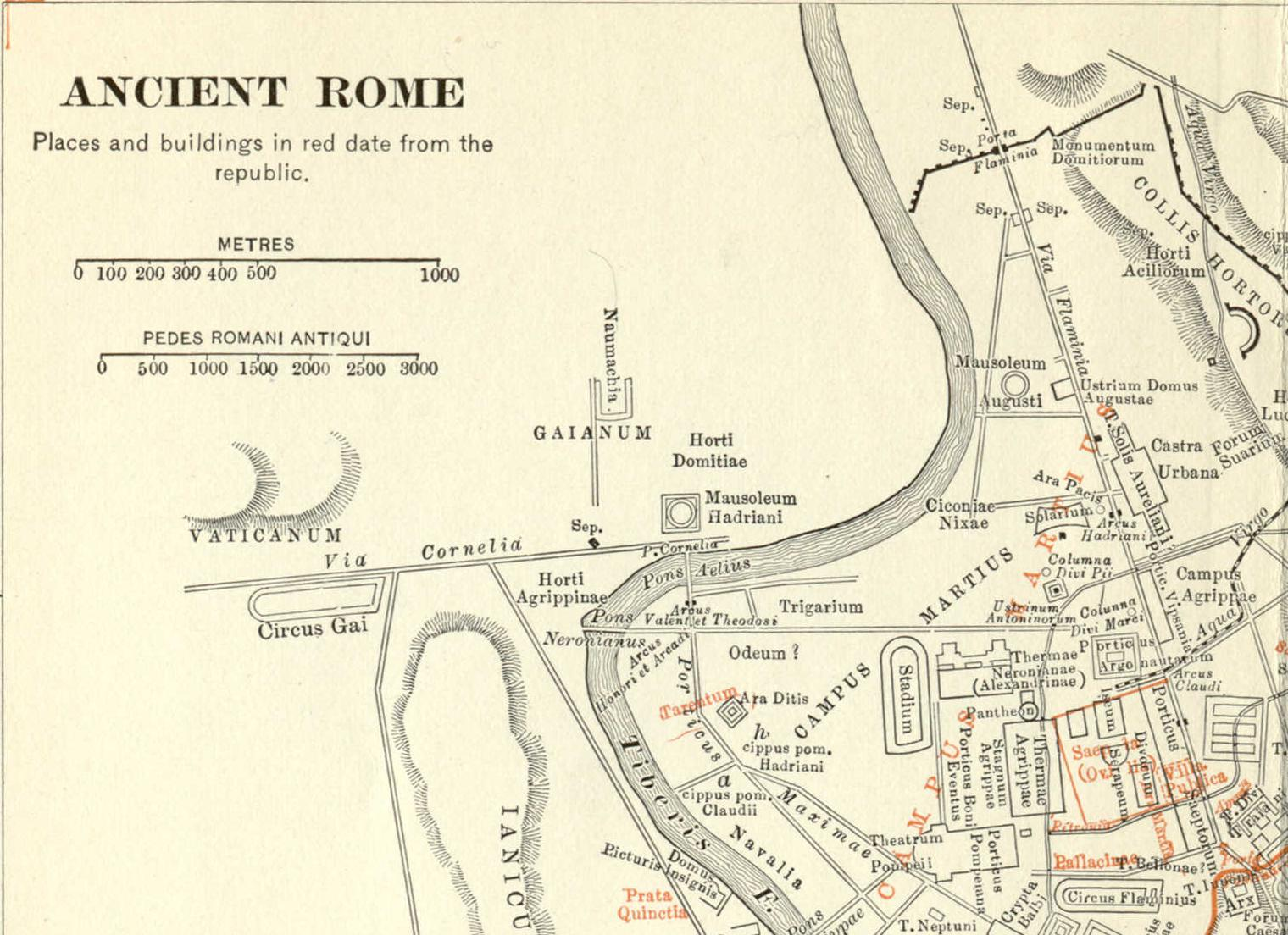
Ager Vaticanus al oeste del Río Tíber.

En la Antigua Roma, el Ager Vaticano ([ˈa.ɡɛr waː.t̪iːˈkaː.n̪ʊs], "Campo del Vaticano") era la llanura aluvial en la orilla derecha (oeste) del Tíber. También fue llamado Ripa Veientana o Ripa Etrusca, indicando el dominio etrusco durante el período arcaico. Estaba ubicado entre el Janículo, la Colina del Vaticano y Monte Mario, bajando hasta la Colina del Aventino y hasta la confluencia del arroyo Cremera.

## Origen del nombre
Sobre la etimología de Vātī̆cānus hay varias hipótesis: según Barthold Georg Niebuhr, el topónimo quizás se refiera a un asentamiento etrusco arcaico llamado Vaticum; Varro deriva el nombre de una deidad del parto llamada Vaticanus o Vagitanus, el dios de los vagiti ("lamentos"), ya que se suponía que va era la primera sílaba pronunciada por un niño; Aulo Gelio por su parte deriva el nombre de vāticinium, profecía suscitada por el vuelo de los pájaros o por el estudio del hígado de las víctimas de los sacrificios e inspirada en el dios que controlaba la zona:  la ciencia de los Vaticini, la aruspicina o Etrusca Disciplina, había sido introducido en Roma por los etruscos. Este término se derivó en última instancia de vātēs ("adivino, profeta") y canō ("cantar"). 

## Historia

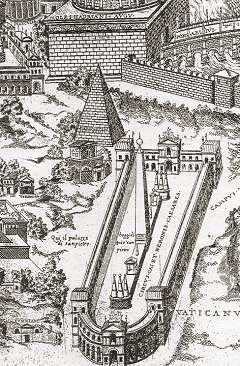
Circo de Nerón en el Ager Vaticanus, de un mapa de Pirro Ligorio de 1561; se aprecia el circo, la Meta Romuli y el mausoleo de Adriano.

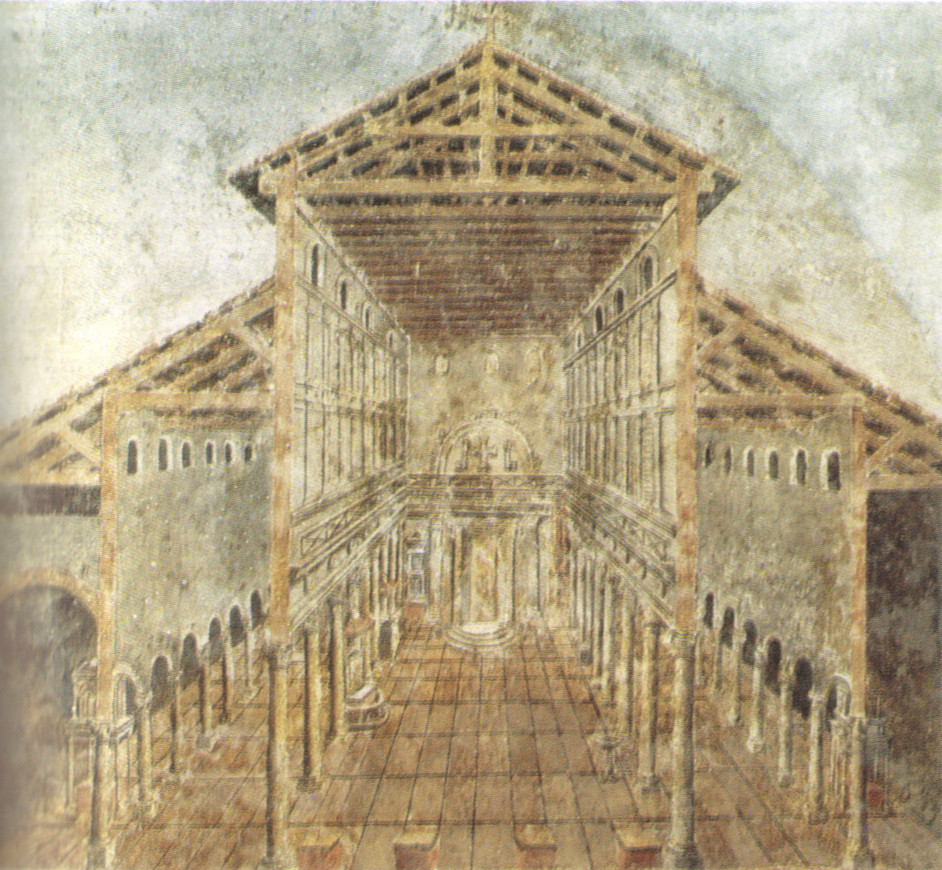
Fresco medieval de la Antigua basílica de San Pedro.

Durante los primeros siglos de Roma, el Ager Vaticano fue el límite entre Roma y la poderosa ciudad etrusca de Veyes. Después de la conquista romana de la ciudad rival en 396 a. C. La Asamblea Centuriada mantuvo la tradición de izar una insignia en la cima de la colina del Janículo, para señalar una posible incursión etrusca. La colina era conocida como Antipolis ("anti-ciudad" en griego), en contraste con la colina Capitolina .
Según la Ley de las XII Tablas, los deudores insolventes podían ser vendidos como esclavos, pero solo en la orilla derecha del Tíber. Después de que Cincinato pagara una cuantiosa multa punitiva por su hijo, consta que se retiró "como un exiliado" a su propiedad en el Ager Vaticanus, aunque la llanura ya era territorio romano. 
El topónimo Ager Vaticanus está atestiguado hasta el siglo I d. C. después, apareció otro topónimo, Vaticanus, que denota un área mucho más restringida: la colina del Vaticano, la actual Plaza de San Pedro y posiblemente la actual Via della Conciliazione.

## Horti
La tierra baja del Ager Vaticanus estaba expuesta a las inundaciones periódicas del Tíber, albergaba huertas y viñedos, y era conocida por su clima insalubre y mal vino hasta finales del siglo I a. C., cuando los caminos a lo largo de la vía Cornelia (hacia el puerto de Caere), la vía Triumphalis hacia Veyes y la vía Aurelia nova hicieron posible para las familias de la aristocracia la construcción de lujosas residencias privadas suburbanas (Horti). 
Las excavaciones realizadas en varios períodos en el área que se extiende desde Santo Spirito in Sassia hasta el Palazzaccio han sacado a la luz restos de edificios de los siglos I y II, pertenecientes a los Horti Agrippinae ("jardines de Agripina"), pertenecientes a Agripina la Mayor, esposa de Germánico. Después de su muerte, el Horti pasó a su hijo Calígula, quien hizo construir un hipódromo allí (el Circo Gaianus). Para marcar su espina, Calígula erigió en el circo un obelisco egipcio (el único siempre en pie, entre los numerosos obeliscos de Roma); más tarde fue trasladado en 1586 por el Papa Sixto V (r. 1590-95) a la Plaza de San Pedro. 
El circo y el Horti fueron heredados por Nerón, que los utilizó tanto para albergar a los romanos dañados por el gran incendio del 64, como para llevar a cabo las ejecuciones de los cristianos acusados del propio incendio. Por eso, hasta el final de la Edad Media, el nombre popular del área más allá del Tíber al norte de Trastevere siguió siendo Prata Neronis ("prados de Nerón"). 
Los vecinos Horti Domitiae ("jardines de Domicia"), propiedad de la esposa de Domiciano, Domicia Longina, o de la tía de Nerón, Domicia Lépida la Joven, también desembocaron en la propiedad imperial; en esta zona Adriano (r. 117-138) hará construir más tarde su mausoleo. Más lejos del río, Trajano hizo construir una Naumachia, una instalación destinada a albergar batallas navales.

## Calzadas
El Ager Vaticanus fue cruzado por dos calzadas: la vía Triumphalis y la vía Cornelia. Ambos caminos son bien conocidos por los autores antiguos, pero se desconocen sus trazados reales. Existe consenso en que el primero, llamado así por los triunfos de los ejércitos romanos que regresaban de Veyes, comenzaba en el Campo de Marte, cruzaba el Tíber en el Pons Neronianus, se dirigía al norte en dirección al Monte Mario y luego desembocaba en la vía Casia;  Sobre la vía Cornelia hay varias hipótesis: hasta la década de 1940 era una opinión común que la calzada se bifurcaba desde la Triumphalis a poca distancia del puente de Nerón, corriendo en dirección este-oeste. Según esta hipótesis, los cristianos condenados a muerte por Nerón habrían cruzado este camino para ir a su martirio en el Circo del emperador. Sin embargo, dado que durante las excavaciones en el Borgo durante la década de 1940 para la construcción de la Via della Conciliazione no se encontró ninguna señal de la carretera, ahora muchos estudiosos piensan que la vía Cornelia partía del Puente Milvio y, siguiendo la margen derecha del Tíber, llegaba al Mausoleo de Adriano cruzando la vía Triumphalis en un lugar correspondiente a la destruida Piazza Scossacavalli en el Borgo. Una tercera vía, la vía Aurelia nova, comenzaba en el Pons Aelius corriendo hacia el suroeste hasta la actual Porta San Pancrazio.

## Necrópolis y tumbas
El Ager Vaticanus siempre permaneció fuera de los muros de Roma y el pomerium. Según la tradición romana, por tanto, también se asentaron necrópolis y sepulcros a lo largo de las calzadas que la atravesaban, y normalmente se dejaban allí hasta que surgía la necesidad de demolerlos para dar cabida a nuevos edificios (como la Basílica de San Pedro), o para recuperar materiales. 
Este fue el destino de la llamada Meta Romuli (la otra pirámide funeraria existente en Roma además de la de Cayo Cestio fuera de la Porta San Paolo) y el cercano gran monumento cilíndrico con torre superpuesta llamado Terebinthus Neronis; ambos entierros fueron considerados a menudo en la Edad Media como el lugar del martirio de Pedro. Se encontraron rastros de ambos monumentos durante la construcción de los nuevos edificios a lo largo de Via della Conciliazione. 
Entre las tumbas, destaca la que contenía el sarcófago intacto de la joven Creperia Trifena; en su interior, junto con su ajuar funerario, una muñeca con brazos articulados. Este hallazgo, ocurrido en 1889, despertó mucha emoción pública. 
Un descubrimiento más reciente en este campo (que se produjo en 2003 pero se publicó a principios de 2006) es el de la gran necrópolis conocida como de Santa Rosa, a lo largo de la vía Triunfalis, que salió a la luz durante la excavación del aparcamiento del Vaticano, bajo la colina del Janículo. Este último sitio no está aislado, sino que forma parte de un vasto cementerio que ya había sido descubierto y explorado en la década de 1950, llamado "dell Autoparco".

## La tumba de San Pedro y la basílica de Constantino
En uno de estos sepulcros muy modestos, el cuerpo de San Pedro fue entregado después de su crucifixión bajo Nerón. Cuando Constantino legitimó el culto cristiano con su Edicto de Milán e inició su programa de edificación pública cristiana con el Letrán, no lo hizo en los espacios públicos de Roma, sino en áreas situadas en los márgenes del área urbana y pertenecientes a la propiedad del estado imperial. 
Así comenzó la construcción, en el siglo IV, de la primera basílica dedicada a San Pedro, establecida según el uso cristiano sobre lo que la tradición afirma que es su tumba (la confessio), y fundada en el lado norte del Gaianum a lo largo de la Via Cornelia. Parte de la necrópolis circundante quedó sumergida durante la construcción de la iglesia, pero en parte resurgió durante la investigación de la tumba de Pedro realizada en las décadas de 1940 y 1950. 

## Puentes
El Ager Vaticanus estaba conectado a Roma a través de dos puentes:
- Puente triunfal o Pons Neronianus en Sassiam, mencionado en los Mirabilia. El puente probablemente fue demolido durante la construcción de las Murallas Aurelianas, pero los restos de sus pilares son visibles aún hoy durante los períodos de flujo pobre del Tíber.
- Pons Aelius o Pons Hadriani, luego Ponte Sant'Angelo, construido por el emperador Adriano (r. 117-138) para conectar su mausoleo con la ciudad.